# ウィリー・グリーン
ウィリー・グリーン（Willie J. Green、1981年7月28日 - ）はアメリカ合衆国・ミシガン州デトロイト出身のプロバスケットボール選手。アメリカプロリーグNBAのニューオーリンズ・ペリカンズのヘッドコーチを務めている。身長191cm。体重91kg。ポジションはシューティングガード。デトロイト大学出身。

## 大学時代
2003シーズンには1試合あたり22.6得点を獲得し、ホライズンリーグプレーヤーオブザザイヤーを受賞した。大学の4シーズンの通算成績は1試合あたり14.3得点、4.6リバウンド。

## NBA
2003年のNBAドラフトにアーリーエントリー。2順目41位指名をシアトル・スーパーソニックスから受けるが、シクサーズにトレードされた。
ルーキーイヤーの2003-04年シーズン53試合に出場、6.9得点1.2リバウンドの成績を残す。2年目の2004-2005シーズンには21試合の先発出場も果たした。しかし2005-2006シーズン開幕前にひざを故障し再契約をすることができず、シーズン終盤にシクサーズと契約したものの10試合の出場にとどまった。09-10シーズンまでシクサーズの中堅選手としてプレーした。2010年以降はジャーニーマンに落ち着き、2015年以降は事実上の引退となった。
2016年7月29日、ゴールデンステート・ウォリアーズのアシスタントコーチに就任。2016-17シーズンと2017-18シーズンのNBAチャンピオンを経験した。
2021年7月22日、ニューオーリンズ・ペリカンズのヘッドコーチに就任したことが発表された。